# Edward de Bondy

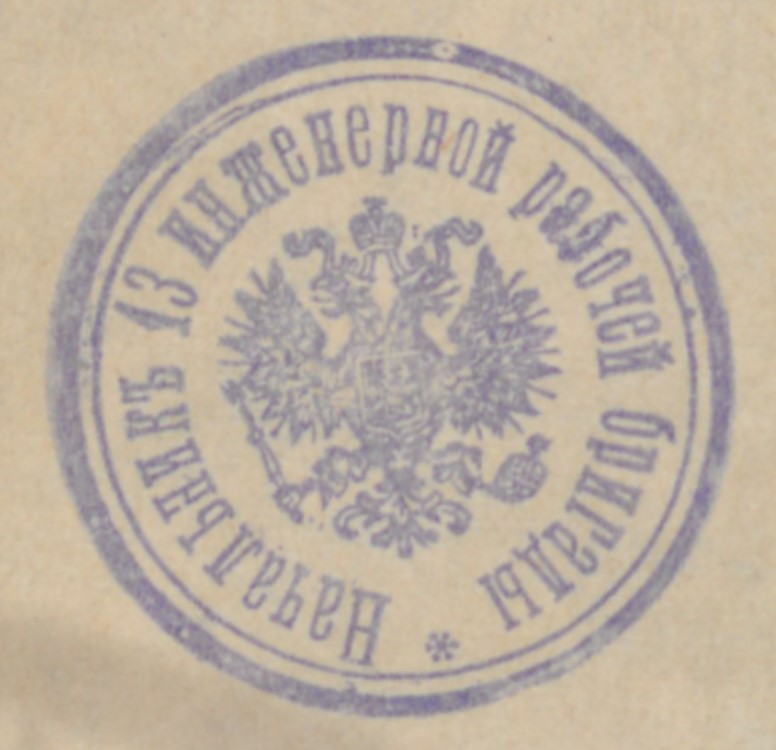
Odcisk pieczęci herbowej „Naczelnik 13 Brygady Robót Inżynieryjnych”.

Edward de Bondy (ur. 24 listopada 1849, zm. w kwietniu 1922 w Wilnie) – generał major Armii Imperium Rosyjskiego.

## Życiorys
Urodził się 24 listopada 1849 na Litwie, w rodzinie Leopolda, lekarza, właściciela ziemskiego i Julii z Kunickich. Z pochodzenia Fancuz. Ukończył gimnazjum filologiczne w Nowogrodzie Siewierskim, a później studia prawnicze na Uniwersytecie Petersburskim.
17 sierpnia 1869 wstąpił do 2 Konstantynowskiej Szkoły Wojskowej. 17 lipca 1872 jako chorąży został wcielony do 27 Brygady Artylerii. 29 grudnia 1873 awansował na podporucznika, a 24 listopada 1874 na porucznika. 16 września 1875 został przydzielony do Wileńskiego Okręgowego Zarządu Artylerii. 1 września 1876 wrócił do brygady. Od 19 listopada tego roku pełnił funkcję adiutanta brygady. 8 czerwca 1877 został starszym adiutantem w Zarządzie Naczelnika Artylerii 2 Korpusu Armijnego. 26 grudnia tego roku awansował na sztabskapitana, a 15 maja 1883 na kapitana. 31 października 1883 wrócił do 27 Brygady Artylerii na stanowisko dowódcy półbaterii w 4. baterii. 8 listopada tego roku został przeniesiony do 28 Brygady Artylerii, a 28 listopada został z niej odkomenderowany do 27 Brygady Artylerii. 17 lipca 1884 został wyznaczony na stanowisko starszego adiutanta w Zarządzie Artylerii Warszawskiego Okręgu Wojskowego, ale obowiązki objął 31 sierpnia tego roku. 30 sierpnia 1889 awansował na podpułkownika. 25 marca 1890 objął dowództwo 1 ruchomego parku moździerzy. 6 grudnia 1898 awansował na pułkownika. 13 lipca 1905 został wyznaczony na stanowisko dowódcy 4 dywizjonu moździerzy. 26 stycznia 1906 został przeniesiony w stan spoczynku, w stopniu generała majora.
31 sierpnia 1915 został powołany do czynnej służby i przydzielony do Rezerwy Oficerów przy Sztabie Piotrogrodzkiego Okręgu Wojskowego. 14 października tego roku został wyznaczony na stanowisko naczelnika Odcinka Kontrolnego (ros. Контрољнаго Учáстка) guberni pskowskiej z powiatem ostaszkowskim guberni twerskiej przy Sztabie Frontu Północnego z uprawnieniami generała-gubernatora. Senat Rządzący ukazem z 31 marca 1916 zezwolił mu na używanie nazwiska „de Bondy”. 14 lutego 1917 został przydzielony do Rezerwy Oficerów przy Sztabie Dźwińskiego Okręgu Wojskowego. 2 marca tego roku został mianowany naczelnikiem 13 Brygady Robót Inżynieryjnych (ros. 13-я инженерная рабочая бригада). Na stopień rzeczywistego generała majora awansował ze starszeństwem z 11 lipca 1916. 25 listopada 1917 wysłał podanie do Naczelnego Polskiego Komitetu Wojskowego o przyjęcie do Wojska Polskiego. Został wpisany „na listę kandydatów”. Po rewolucji październikowej wyjechał z frontu do rodziny w Mikołajowie, gdzie przyjął zaproponowaną mu funkcję gubernatora wojennego miasta (ros. градоначальник), w strukturach administracji Państwa Ukraińskiego. Funkcję sprawował od maja do grudnia 1918. Po upadku rządu hetmana Pawło Skoropadskiego wyjechał do Odessy. Wiosną 1919 mieszkał przy Nikołajewskim Bulwarze 12, skąd 3 marca wysłał podanie do ministra spraw wojskowych o przyjęcie do Wojska Polskiego. Pismem z 20 czerwca 1919 generał został powiadomiony, że Naczelny Wódz nie wyraził zgody na przyjęcie go do Wojska Polskiego z powodu przekroczenia granicy wieku (61 lat). Później generał wrócił do Polski. Do 14 marca 1920 mieszkał w Warszawie, w pensjonacie p. Babińskiej przy ul. Brackiej 18, a następnie w Wilnie przy ul. Skopówka 9 m. 4. Posiadał majątki ziemskie: Mostołowicze i Chrzczeniszki.
„W lipcu 1920 podczas ofensywy bolszewicko-litewskiej jenerał de Bondy znajdował się w swym majątku Mestełkowiczach i tam bronił się sam jeden przeciw bandzie żołdaków litewskich, która obległa dwór i chciała za jaką bądź cenę jenerała dostać w swe ręce. Ś.p. de Bondy zarzucony został w mieszkaniu granatami ręcznemi, które jednak zaraz nie wybuchały. Korzystając z tego, 70-letni starzec odrzucał je przez okno i granaty pękały wśród samych napastników. W końcu jednak dwa pociski pękły u nóg sędziwego starca, który brocząc z 29 ran, ukrył się w jakimś schowaku. W tej samej niemal chwili nadeszła pomoc polska. Rannego jenerała przewieziono do Wilna, gdzie przez kilka miesięcy walczył ze śmiercią, a potem, pomimo pozornego wyzdrowienia, wciąż jeszcze nie domagał. W początkach kwietnia bieżącego roku rany się odnowiły, przyłączyła się gangrena”. Zmarł w końcu kwietnia 1922 w Wilnie.
Edward de Bondy był żonaty z Antoniną z Korwin-Piotrowskich, z którą miał syna Władysława Leopolda (ur. 1891) oraz cztery córki: Zofię (ur. 1878), zamężną z adwokatem Bronisławem Kowerskim (ur. 1872), Eugenię (ur. 1881), Marię (ur. 1883), po mężu Bończa-Białobrzeską i Natalię (ur. 1888), po mężu Sasinowską. Generał i jego syn byli luteraninami, natomiast żona i córki katoliczkami.
Antonina z Korwin-Piotrowskich była prawnuczką po kądzieli Tadeusza Kościuszki i wnuczką Kazimierza Piaseckiego z Szyrwint, jednego z przyjaciół Adama Mickiewicza. Zmarła 2 października 1936 w Wiłkomierzu. Staraniem najstarszej córki Zofii prochy jej zostały sprowadzone do Wilna i 19 grudnia 1936 złożone obok prochów męża w grobowcu rodzinnym Na Rossie (sektor 08-a, nr nagrobka 017). Na nagrobku nie ma (nie zachowały się?) inskrypcje wskazujące na miejsce pochówku generała de Bondy i jego żony.
Generał był spokrewniony z Aliną Bondy (1865–1935), artystką malarką, żoną Jakuba Glassa, prokuratora, a później sędziego Sądu Najwyższego. 13 lutego 1920 Jakub Glass wspólnie z generałami: Janem Roszkowskim, Władysławem Wejtko i Aleksandrem Antonowiczem oraz podpułkownikiem Tomaszem Łubieńskim podpisał oświadczenie zawierające „opinię najzupełniej pochlebną” o Edwardzie de Bondy, jako szlachetnym Polaku w służbie rosyjskiej i jego rodzinie. Powyższa opinia, a także przebieg służby wojskowej generała de Bondy, stoją w sprzeczności z denuncjacją, jaką 22 lutego 1920 wysłał do Ministerstwa Spraw Wojskowych inżynier Aleksander Henryk de Rosset. Ówczesny poseł i członek Sejmowej Komisji Wojskowej napisał, że generał de Bondy „miał złą bardzo opinię, gdyż służąc w armii rosyjskiej, dopuszczał się nadużyć”. 16 marca 1920 poseł de Rosset w piśmie skierowanym do Departamentu Personalnego MSWojsk. powołał się na generała Bolesława Siestrzeńcewicza, który miałby potwierdzić negatywną opinię na temat generała de Bondy. 22 sierpnia 1920 generał Siestrzeńcewicz udzielił Oddziałowi V Sztabu MSWojsk. odpowiedzi wymijającej odnośnie osoby generała de Bondy: „pomimo powoływania się na mnie przez jednego z posłów na Sejm, potwierdzam, że bliższe szczegóły czynnej służby jenerała de Bondy mnie nie są znane. Co do Jego przekonań narodowych mogę nadmienić, że ogólna opinia społeczeństwa głosiła, iż działalność na onczas pułkownika de Bondy charakteryzowała dobitnie wszystkie cechy urzędnika czasów carskiej Rosji”.

## Ordery i odznaczenia
- Order Świętego Włodzimierza 3 stopnia – 27 sierpnia 1916[24]
- Order Świętego Włodzimierza 4 stopnia[24]
- Order Świętej Anny 2 stopnia[24]
- Order Świętego Stanisława 2 stopnia[24]
- Order Świętej Anny 3 stopnia[24]
- Order Świętego Stanisława 3 stopnia[24]